# Salares (kommunhuvudort)
Salares är en kommunhuvudort i Spanien.   Den ligger i provinsen Provincia de Málaga och regionen Andalusien, i den södra delen av landet, 400 km söder om huvudstaden Madrid. Salares ligger 586 meter över havet och antalet invånare är 217.
Terrängen runt Salares är kuperad söderut, men norrut är den bergig. Runt Salares är det ganska glesbefolkat, med 42 invånare per kvadratkilometer. Närmaste större samhälle är Vélez-Málaga, 10,7 km sydväst om Salares. 